# Громада (Угорщина)
«Громада» — українськомовний часопис, Угорщина. Виходить періодично — що два місяця.
Заснований Товариством Української культури Угорщини в листопаді 2000 році, аби знайомити читачів Угорщини з життям української громади в цій країні та заради розвою суспільного життя українців в Угорщині.